# Bugatti 18/3 Chiron
El Bugatti 18/3 Chiron es un prototipo de automóvil deportivo diseñado por Giorgetto Giugiaro y presentado en el Salón del Automóvil de Frankfurt de 1999. Se trata de un diseño con motor central trasero, el Chiron tiene el mismo motor W18 que se utilizó en los prototipos Bugatti EB118 y Bugatti EB218. El motor W18 del Chiron tiene 6255 cc y 72 válvulas en posición central, desarrolla una potencia de 555 CV, una velocidad máxima de entre 300 y 335 km/h y puede acelerar de 0 a 100 km/h en 3,9 segundos. El peso aproximado del Chiron es de 1650 kg y tiene transmisión manual de 5 velocidades. El nombre "Chiron" proviene de un famoso piloto de carreras de Bugatti, el monegasco Louis Alexandre Chiron (1899 - 1979).

## Imágenes

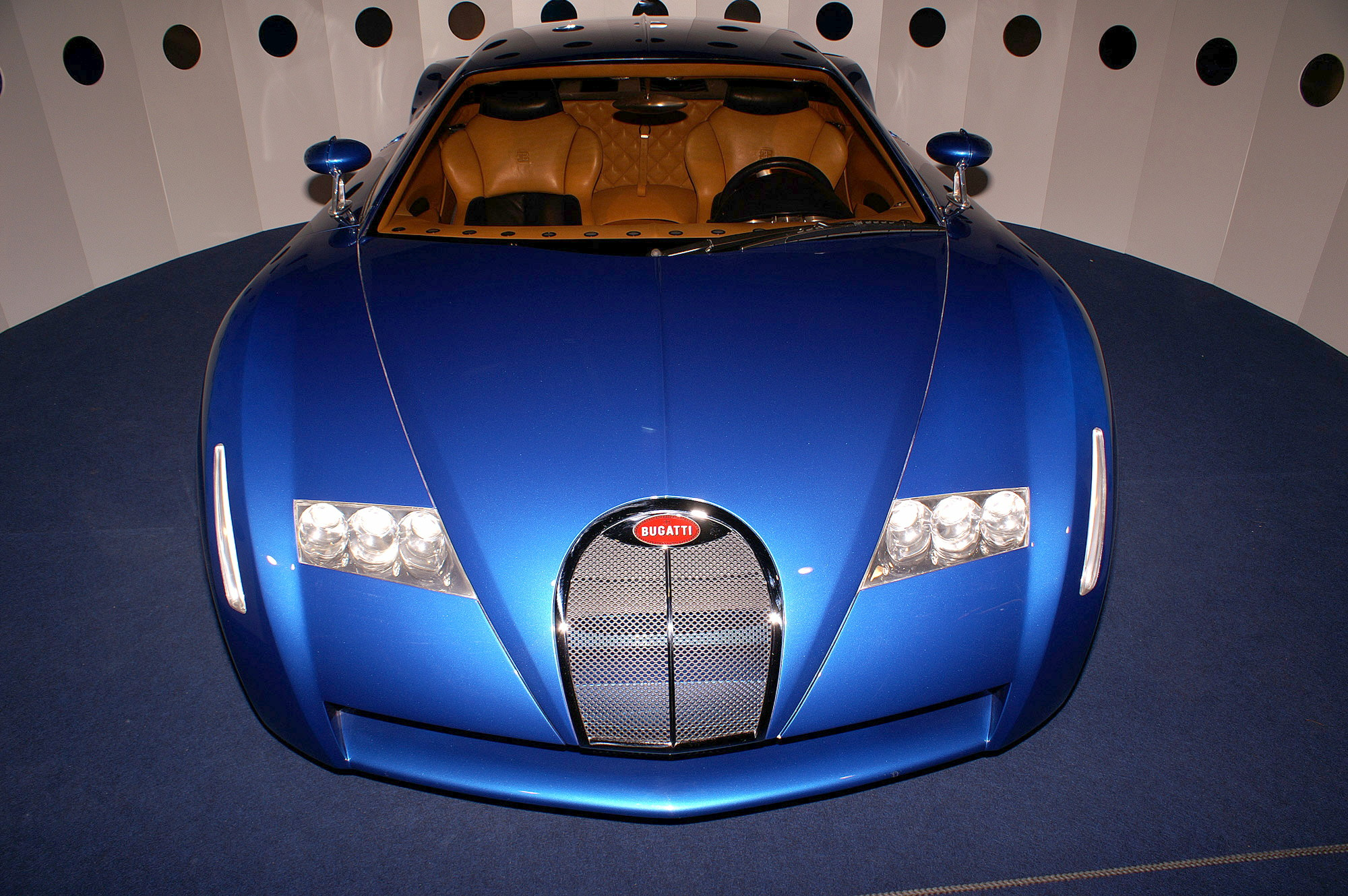
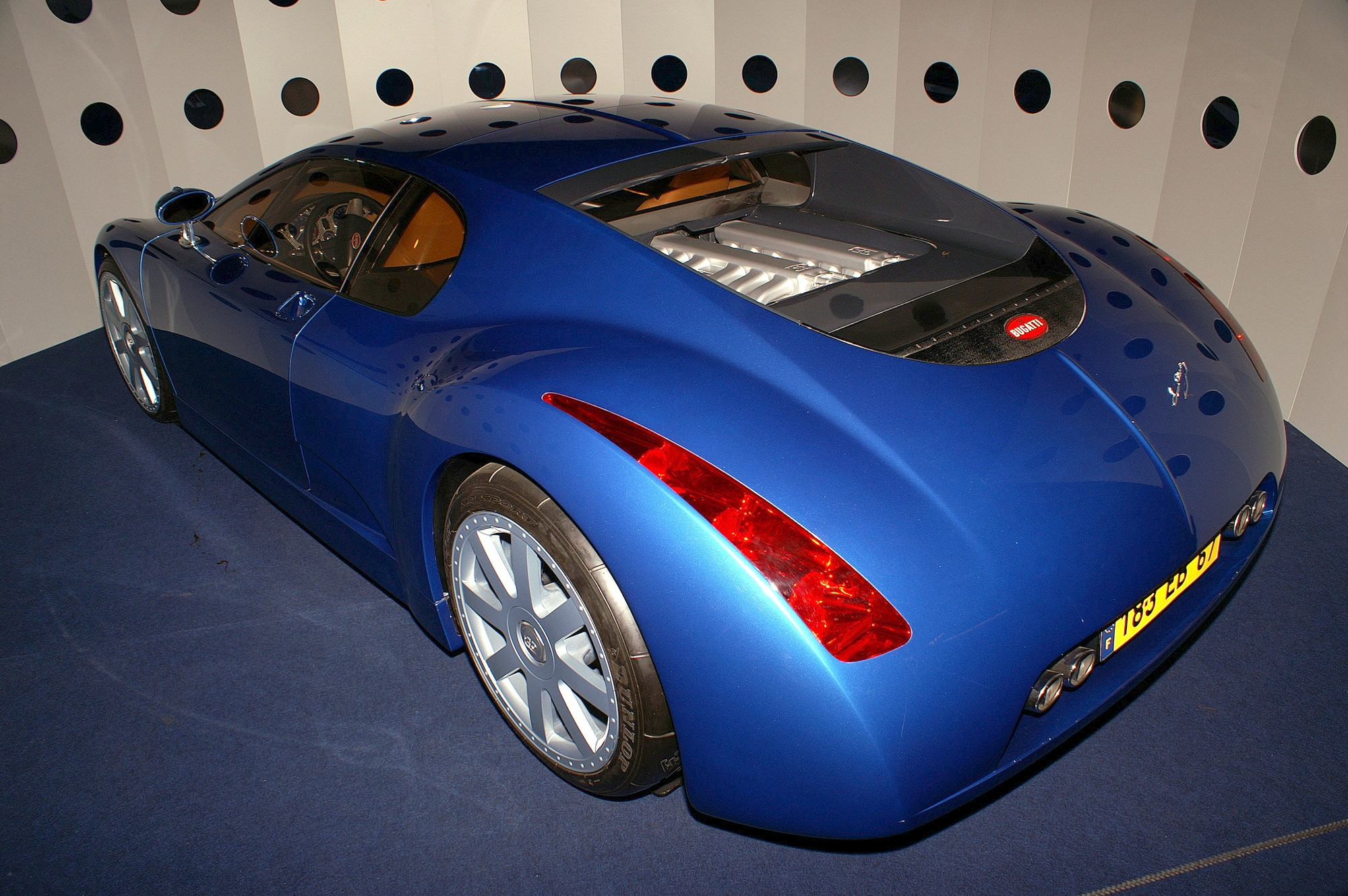
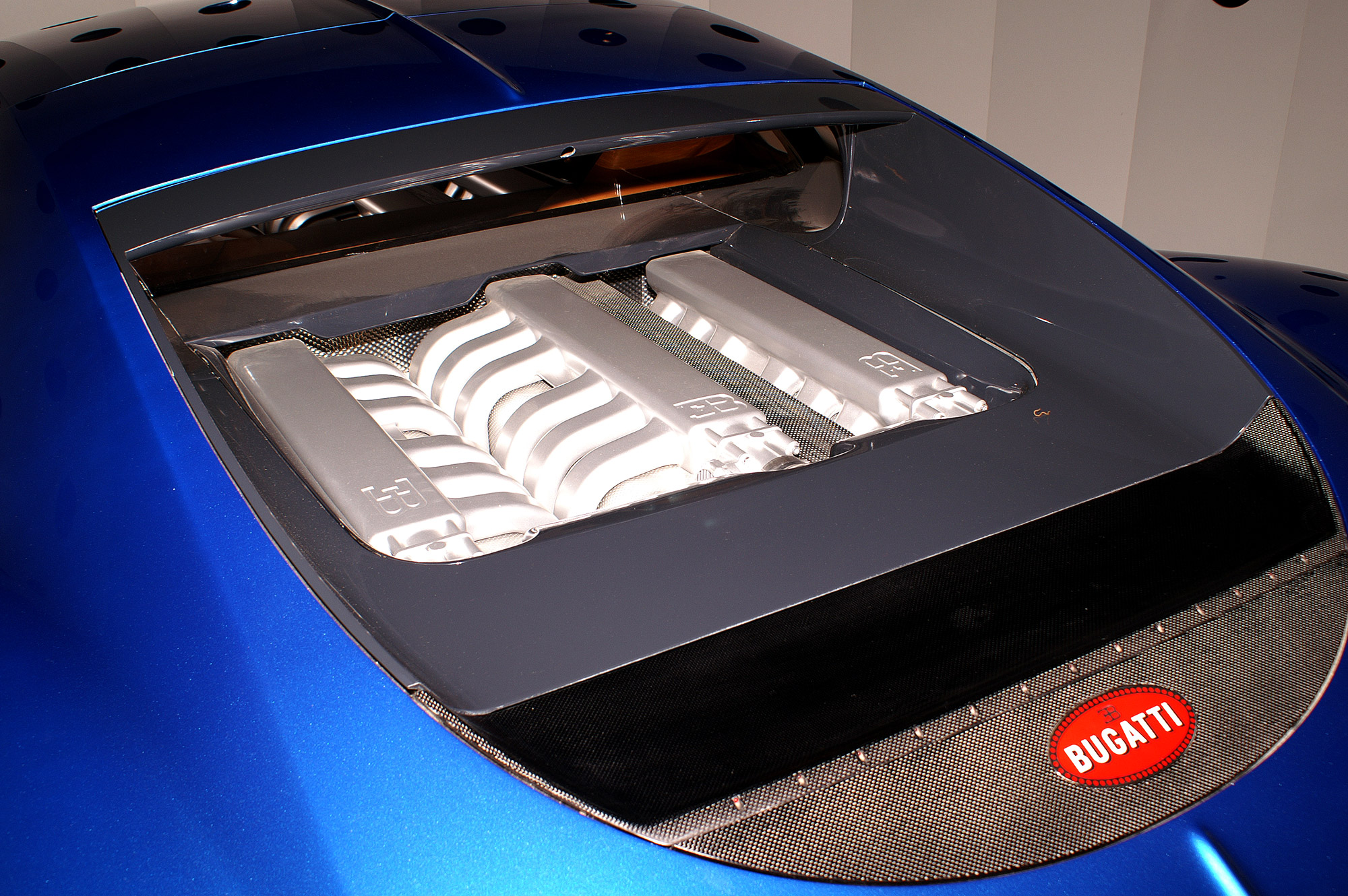